# Salamon-szigetek
A Salamon-szigetek egy független állam Ausztráliától északkeletre, amely hat fő szigetből és több mint 900 kisebb szigetből áll. Az állam a Melanéziához tartozó, vulkanikus eredetű Salamon-szigetek legtöbbjét és a Santa Cruz-szigeteket  foglalja magában a Csendes-óceán nyugati részén. Bougainville és Buka földrajzi értelemben a Salamon-szigetek csoportjához tartozik, politikailag azonban Pápua Új-Guineához.
1978 óta a Nemzetközösség része.

## Földrajz
A Salamon-szigetek - mint neve is mutatja - szigetország, körülbelül 1000 kisebb-nagyobb vulkáni eredetű sziget alkotja.
Főbb szigetek:
- Guadalcanal (Klalakana)
- Choiseul
- Santa Isabel (Magaha)
- Malaita
- San Cristóbal (Makira)
- New Georgia (Rubiana)
- Santa Ana
- Rennel
- Bellona
- Florida-szigetek

A legnagyobb távolság a szigetei közt kelet–nyugati irányban nagyjából 1500 km. Legjobban izolált szigetcsoportja a Santa Cruz-szigetek, amelyek a legközelebbi szigettől is 200 km-re vannak.
A nagyobb szigeteken találhatunk vulkánokat, melyek változó működési állapotban vannak. A kisebb szigetek nagy része csupán kis méretű, homokkal borított, pálmafákkal tarkított atoll.
Az utóbbi évtizedekben öt sziget is eltűnt a klímaváltozás következtében, hat szigetet pedig a tengerszint-emelkedés és hullámzás fenyeget.
Bár földrajzilag a Salamon-szigetek része, Bougainville közigazgatásilag Pápua Új-Guineához tartozik.

### Vízrajz
A kis szigetek miatt jelentősebb folyók nem alakultak ki.

### Éghajlat
Éghajlata egyenlítői, egész évben forró, párás és csapadékos. A napi max. hőmérséklet egész évben 30 fok körüli, a napi minimum 21-23 fok.
A hőmérséklet ritkán ér el nagyon magas értéket, mivel a szigeteket körülvevő tengerekről hűs szelek érkeznek. A nappali hőmérséklet megszokott értéke 30 °C körül van, az átlaghőmérséklet 27 °C. Április és október között 50–60 km/h sebességű délkeleti szelek fújnak. A legtöbb csapadék novembertől márciusig esik le.
A Korall-tengeren gyakran keletkeznek ciklonok, de ezek általában Vanuatu vagy Ausztrália felé sodródnak.

### Élővilág, természetvédelem

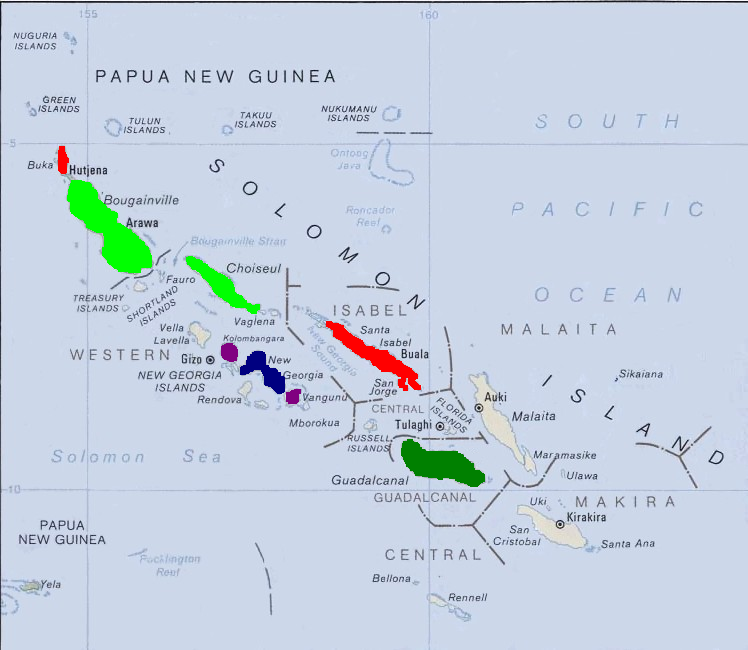
A Pteralopex denevérnem különböző fajainak elterjedése a Salamon-szigeteken
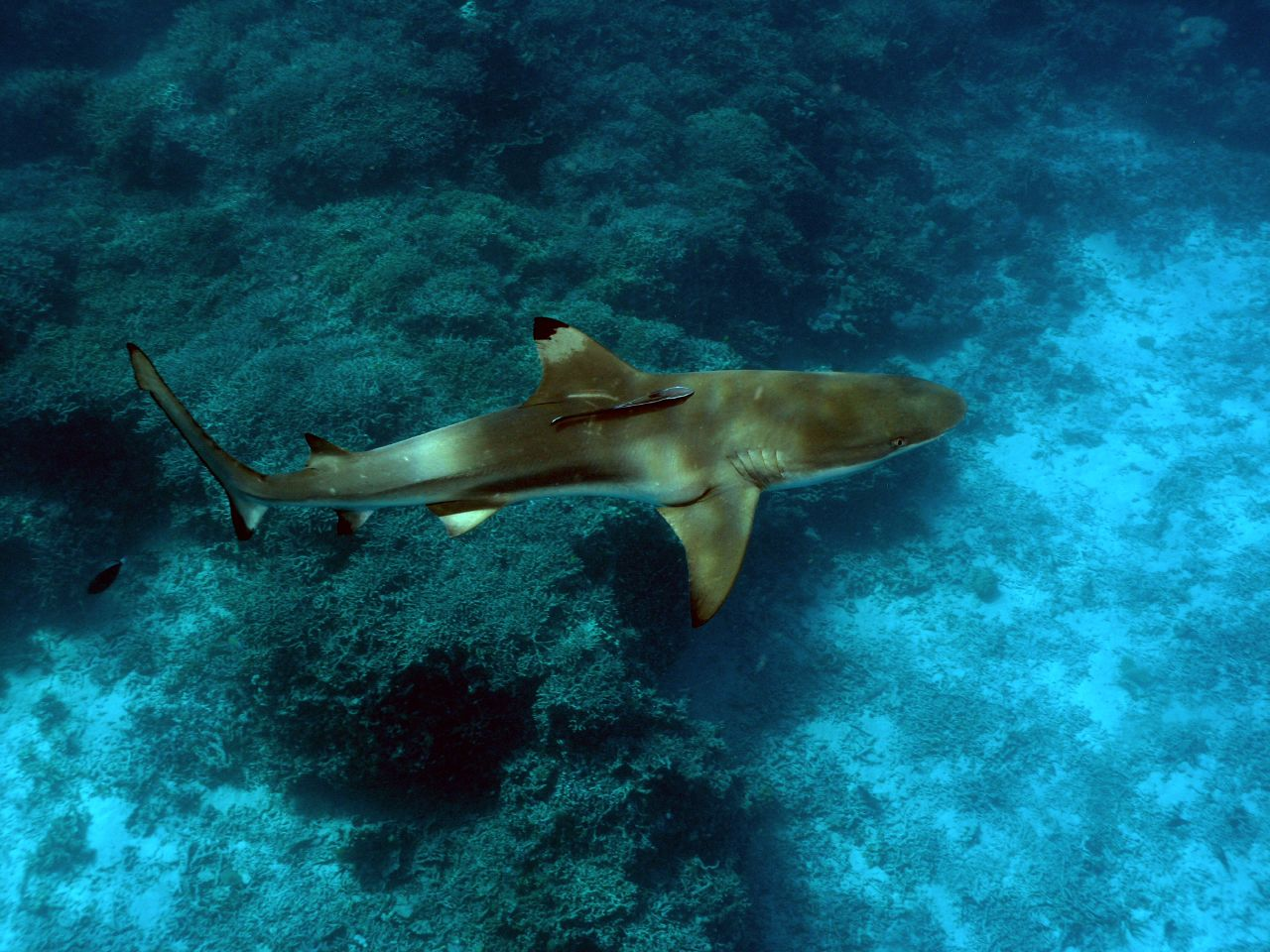
Feketeúszójú szirticápa
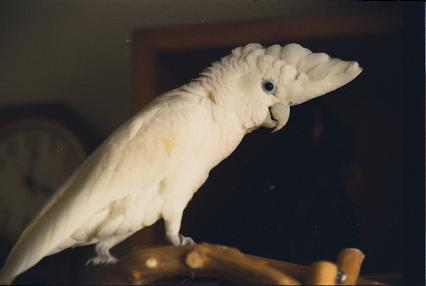
Salamon-szigeteki kakadu
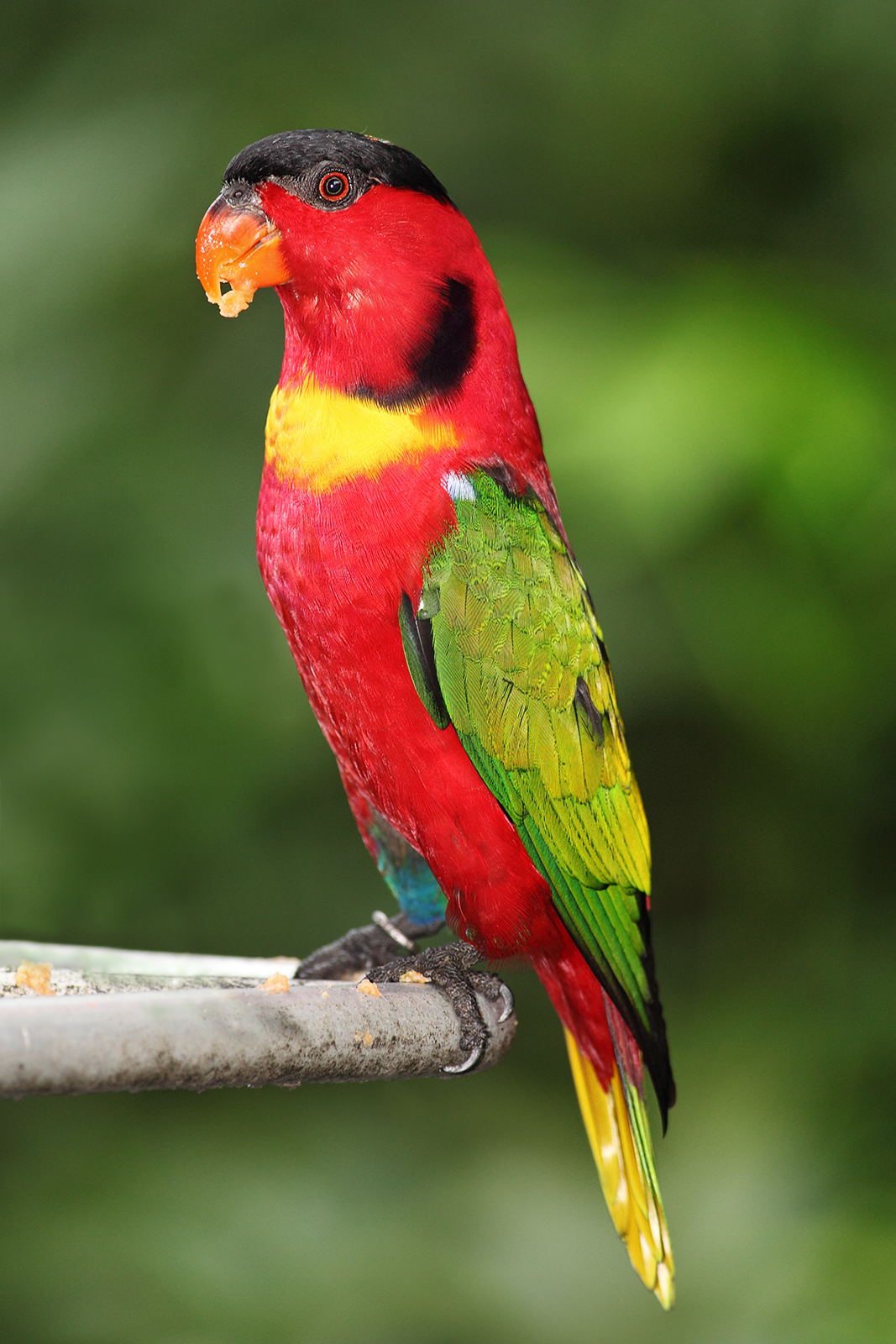
Lorius chlorocercus

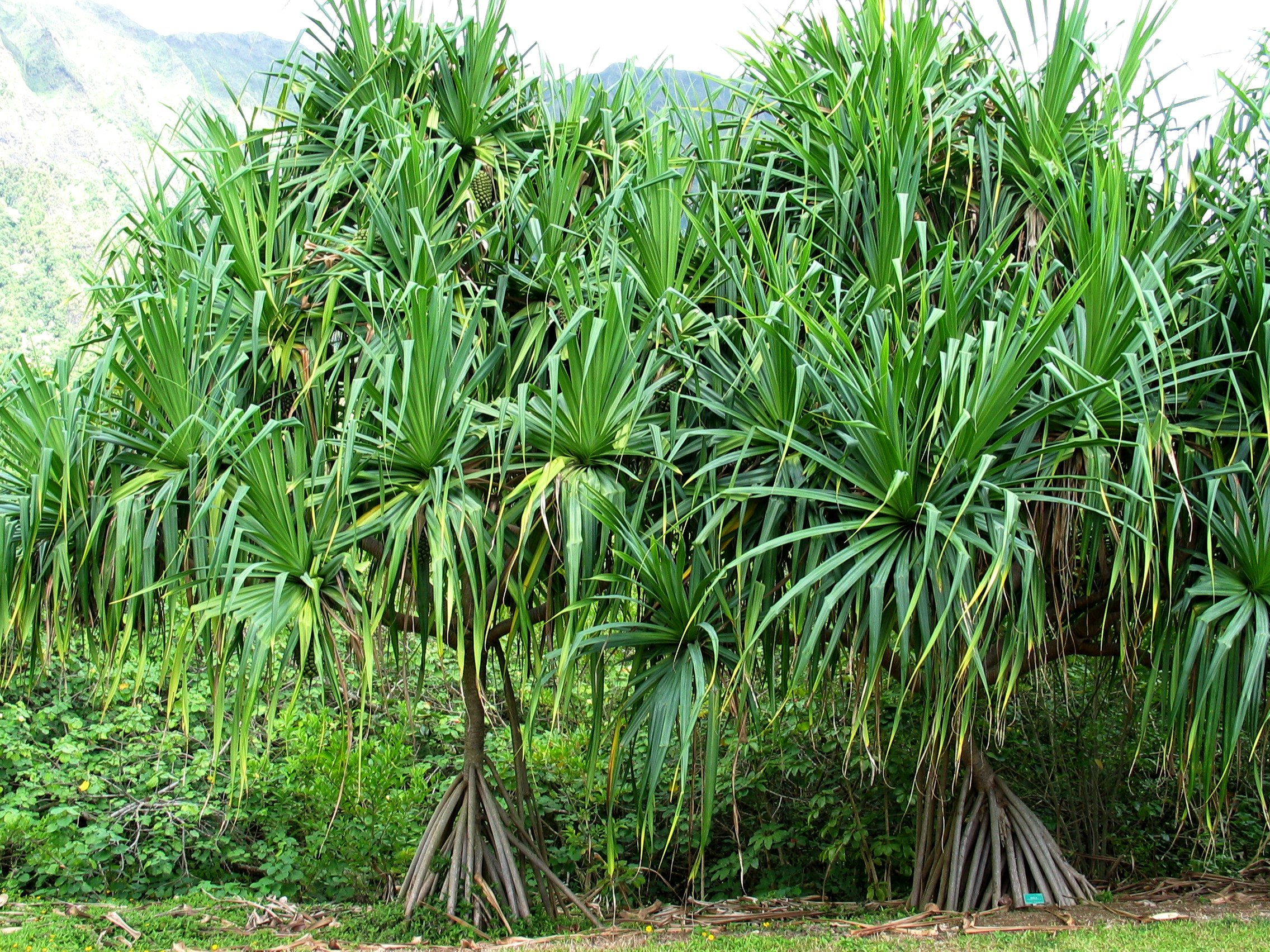
Illatos csavarpálma

A szigetcsoport nagy része a Salamon-szigeteki esőerdős ökorégió része, de a Santa Cruz szigetcsoport a Vanuatu esőerdős ökorégióhoz tartozik. Ebből kifolyólag területének nagy hányadát trópusi esőerdők borítják. A Föld egyik sokszínű denevér-, és patkányfaunája található a szigeteken. Pillangókból ugyancsak rengeteg faj található. 173 szárazföldi madárfajt találtak eddig a kutatók. Ez az osztály az ország legjobban tanulmányozott állatfaja, egyedisége és diverzitása miatt nagyon fontos nemzetközi szerepe van. Több különleges állatfaj a kihalás szélére sodródott. Ilyen például a bougainville-i majomfejű repülő róka (Pteralopex anceps, a képen a világoszöld területek jelzik elterjedését), vagy a hosszúszárnyú bálna (Megaptera novaeangliae). Természetesen a különböző tengeri állatok is szép számban lelhetőek fel, például tonhal, garnélarák. Flórája is hasonlóan sokszínű. A gyógynövények széles skálája található meg a szigeteken. Az orchideák számtalan faját megtalálhatjuk, jellemzőek még a pálmafák.

#### Természeti világöröksége
- Keleti-Rennell-korallzátony

## Történelem

### Őstörténet, és a gyarmatosítás

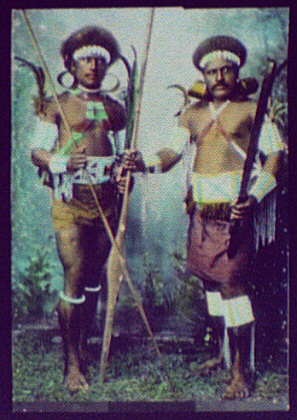
Salamon-szigeteki harcosok az 1800-as évek végén

Salamon-szigetek első telepesei valószínűleg körülbelül 30 ezer éve érkeztek meg északnyugatról. Időszámításunk előtt 5. évezredben jelentek meg az első, szervezetten mezőgazdasággal foglalkozó emberek. Egészen a 17. századig nagy fokú bevándorlás jellemezte, és ez színes kultúrát hozott létre a szigeteken. Az új bevándorlók a kisebb szigeteket foglalták el, mivel a fő szigeteket már a melanézok népesítették be. Ezeket a területeket sokszor zaklatták tongai és tokelaui agresszorok.
Az európaiak 1568-ban fedezték fel, ezek Peruban élő spanyolok voltak. Álvaro de Mendaña de Neira és Pedro Sarmiento de Gamboa expedíciója, ami eredetileg a legendás déli kontinens keresésére indult, találta meg a szigetcsoportot. Mivel Guadalcanal szigetén de Mendaña aranyat talált, azt hitte, hogy Salamon zsidó király kincsére bukkant rá, ezért adta a szigetcsoportnak máig érvényben lévő nevét. Mivel a 16. század végéig a csendes-óceáni spanyol expedíciók nem jártak gazdasági sikerrel, a Spanyol Királyság beszüntette ilyen irányú kalandjait. Ezután 150 évig a szigetek feledésbe merültek Európa számára. 1767-ben Philipp Cartaret fedezte fel újra véletlenül. Ez véget vetett a szigetek nyugalmának, a fehérek (bálnavadászok, kereskedők) a korábbi földrajzi felfedezések során már tapasztalt arroganciával léptek fel, rengeteg őslakost vittek el rabszolgának. Ez és az általuk behozott betegségek mély gyűlöletet ébresztettek az őslakosokban. Hamarosan elkezdték öldösni a betolakodókat, a Salamon-szigetek hírhedtté vált ellenségességéről a fehér emberrel szemben, még a misszionáriusok is ódzkodtak az idejöveteltől.
A 19. század végén újra fellángolt a kolonizációs láz, új országok kértek részt a gyarmatokból. 1886-ban az északi része német, a déli brit protektorátus lett egy angol-német szerződés révén. 1899-ben Nyugat-Szamoáért cserébe a németek átadták az északi részeket Angliának.

### Amásodik világháborúbanbetöltött szerep

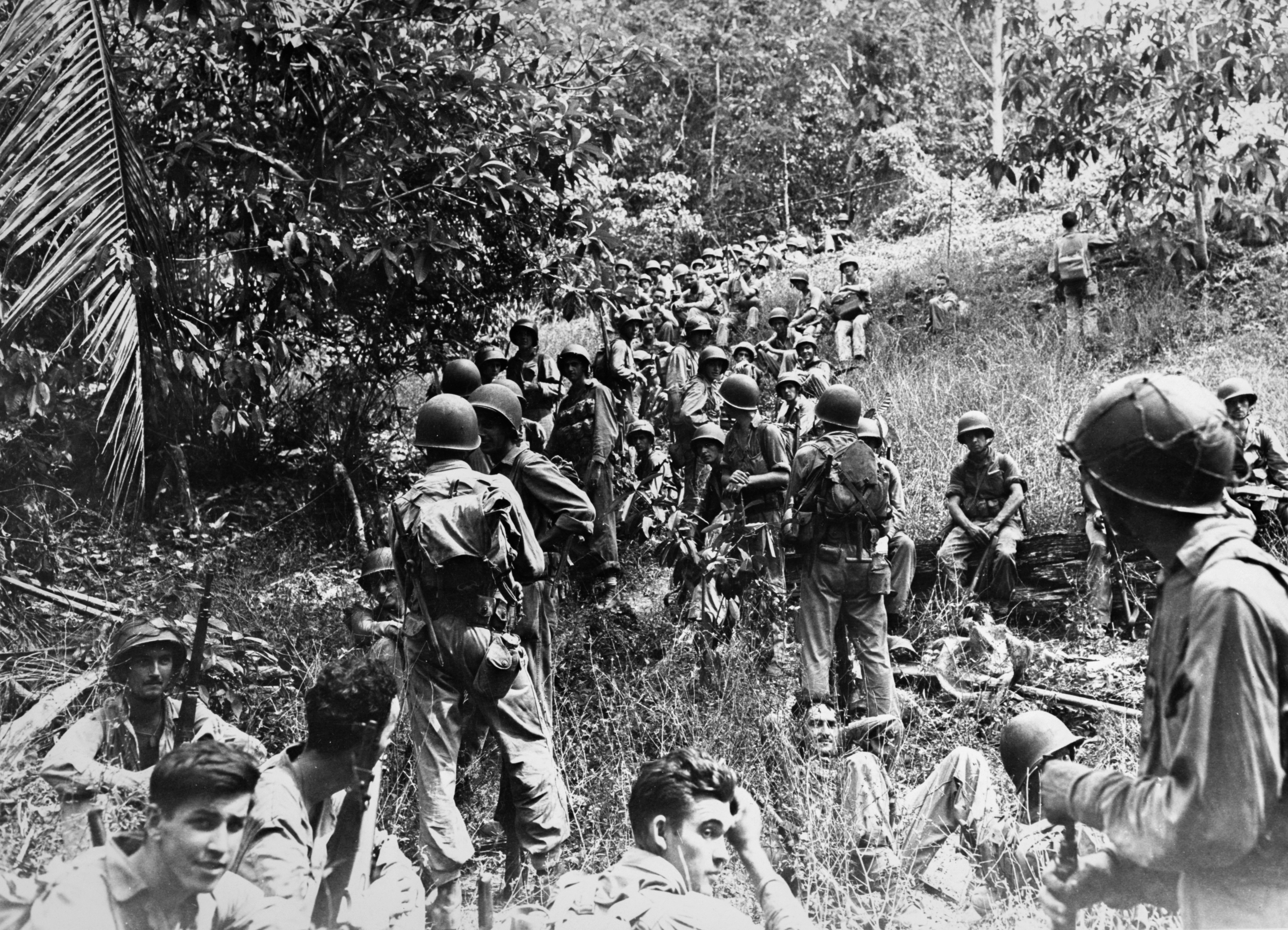
Amerikai katonák Guadalcanalon (1942)

1942-ben japán megszállás alá került. Mikor repülőteret kezdtek építeni Guadalcanalon, a szövetségesek elhatározták, hogy közbelépnek. Augusztusban megkezdődött a partraszállás, de a Savo-szigeti csatában az Amerikai Egyesült Államok történetének egyik legsúlyosabb tengeri vereségét szenvedte el. 1943-tól kezdve az USA fokozatosan erőfölénybe került, és lassacskán visszahódította a szigeteket. A szigetlakók túlnyomó többsége a szövetségeseket támogatta. A Guadalcanalért folytatott kemény csata, és a többi nagy összecsapás a Salamon-tengeren lett a csendes-óceáni színtéren a háború fordulópontja.
Mivel Guadalcanal nagy jelentőséggel bírt az amerikaiak számára, legnagyobb városában, Honiarában logisztikai központot hoztak létre. Ez a város fejlődését jelentősen fellendítette, sok szigetlakó dolgozott a központban.
A háború jelentős pusztítást okozott a Salamon-szigeteken, az újjáépítés nehezen indult meg.

### A függetlenség kivívása
A háború után Amerika-barát mozgalmak szerveződtek a brit uralom ellen, főleg Malaitán. Ennek oka főként az volt, hogy az amerikaiak nem nézték le az őslakosokat, hanem egyenlőként kezelték őket. A mozgalmakat 1947-ben és 1948-ban tömeges letartóztatásokkal fojtották el, majd 1950-ben – amikor az amerikaiak elhagyták a szigeteket – ezek végképp elhaltak. Ennek ellenére volt hatásuk, mivel a britek fokozatosan egyre nagyobb autonómiát biztosítottak az országnak. 1970-ben kormányzó testületet hoztak létre, 1974-ben új alkotmányt fogadtak el, ami a miniszterelnöki és a miniszteri posztokat a szigetlakóknak biztosította.
A teljes függetlenséget 1978. július 7-én kiáltották ki.

A Brit Salamon-szigetek zászlója 1966-1977 között.
A Brit Salamon-szigetek címere 1956-1978 között.
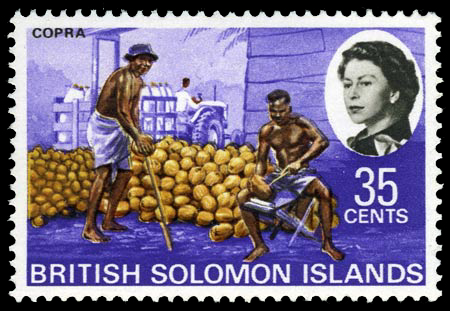
A Brit Salamon-szigetek 35 centes bélyege 1968-ból, kopra betakarítás és II. Erzsébet portréjával.

### Legújabb kor
A függetlenné válás viszonylag békés folyamat volt. Külpolitikai szempontból, eltekintve a Bougainville-ért folytatott vitától Pápua Új-Guineával, nem történtek a Salamon-szigetekkel különösebb események.
Belpolitikailag annál inkább léptek fel feszültségek. 1999-ben a Guadalcanalon élő gwalék, és a Malaita szigetéről érkezett bevándorlók közötti régóta feszülő ellentétek erőszakba torkolltak. A „Guadalcanali Forradalmi Sereg” elkezdte terrorizálni a vidéken élő malaitaiakat, és otthonuk elhagyására kényszerítette őket. Ennek következménye az lett, hogy sokuk Honiarába menekült, ahonnan viszont a gwalék menekültek el, így a főváros malaitai birtokká vált. Ezzel párhuzamosan – a malaitai érdekeket védve – megalakult a „Malaitai Sas Sereg”.
A kormányzat a nemzetközösség főtitkárához fordult segítségért, és 1999. június 28-án megkötötték a honiarai békét. Ez nem oldotta meg a problémákat és 2000 júniusában utcai összetűzések törtek ki. Bár még abban az évben ismét békét kötött a két ellentábor, ez sem volt hosszú életű. Guadalcanal gazdasági élete romokban hevert az összetűzések miatt, a kormányzatnak titokban kellett üléseznie a hadurak miatt. Volt időszak, hogy a dolgozók hónapokig nem kaptak bért. A biztonsági erők tehetetlenek voltak, nagyrészt azért, mert tagjaik nagy része valamely lázadó csoport része volt. 2002-ben az ausztrál békefenntartók elhagyták az országot, mivel az gyakorlatilag az anarchia állapotában volt, nemzetközi szakértők közül sokan bukott államnak tekintették.
2003 júliusában a parlament egyhangúlag nemzetközi segítség kérése mellett szavazott. Ennek hatására Harold Keke, a legerősebb hadúr tűzszünetet ajánlott, és visszavonult Guadalcanal egy elhagyott részére. Augusztusban megérkezett a békefenntartó erő, a hadműveletnek a „Helpem Fren hadművelet” nevet adták, ami egy bizonyos angol nyelvjárásban „Helping Friendet” jelent. A haderő javát Ausztrália adta, de többek között Új-Zéland, Pápua Új-Guinea és a Fidzsi-szigetek is küldött katonákat. A beavatkozás sikeres volt, még ebben a hónapban megadta magát Keke. A közbiztonság nagyrészt helyreállt.
Ezzel együtt súlyos gondokkal kell szembenéznie az országnak. Bár a gazdaság nő, a pénzügyi helyzet még mindig instabil.
2006-ban az új miniszterelnök, Snyder Rini beiktatása lázongásokat okozott a fővárosban Rini állítólagos korrupciós ügyei miatt, az agresszió főleg a kínai kisebbség ellen irányult. A kínai kormány repülőgépet küldött a Salamon-szigetekre, hogy kimenekítse az ott lévő honfitársaikat. A rendbontás elharapózását megelőzendő további ausztrál és új-zélandi csapatok érkeztek a szigetekre. Snyder Rini április 26-án lemondott, ami Honiarában utcai ünnepléseket váltott ki. Az ország miniszterelnöke Manasseh Sogavare lett, aki ekkor másodjára töltötte be ezt a hivatalt.
2021 végén ismét erőszakos tüntetések törtek ki az országban, melynek hátterében az állt, hogy a kormány végleg megszakította a diplomáciai kapcsolatot Tajvannal, és helyette a kínai kormányhoz kezdett közeledni. Emiatt Malaitán még függetlenségi népszavazást is kezdeményeztek. Az országot 2000 óta vezető Manasseh Sogavare miniszterelnök lemondását követelő tiltakozók a parlamentet, egy rendőrőrsöt és több üzletet is megtámadtak. Az ausztrál kormány rendőrségi csapatokat küldött a szigetekre, a rend fenntartása érdekében.

## Államszervezet és közigazgatás

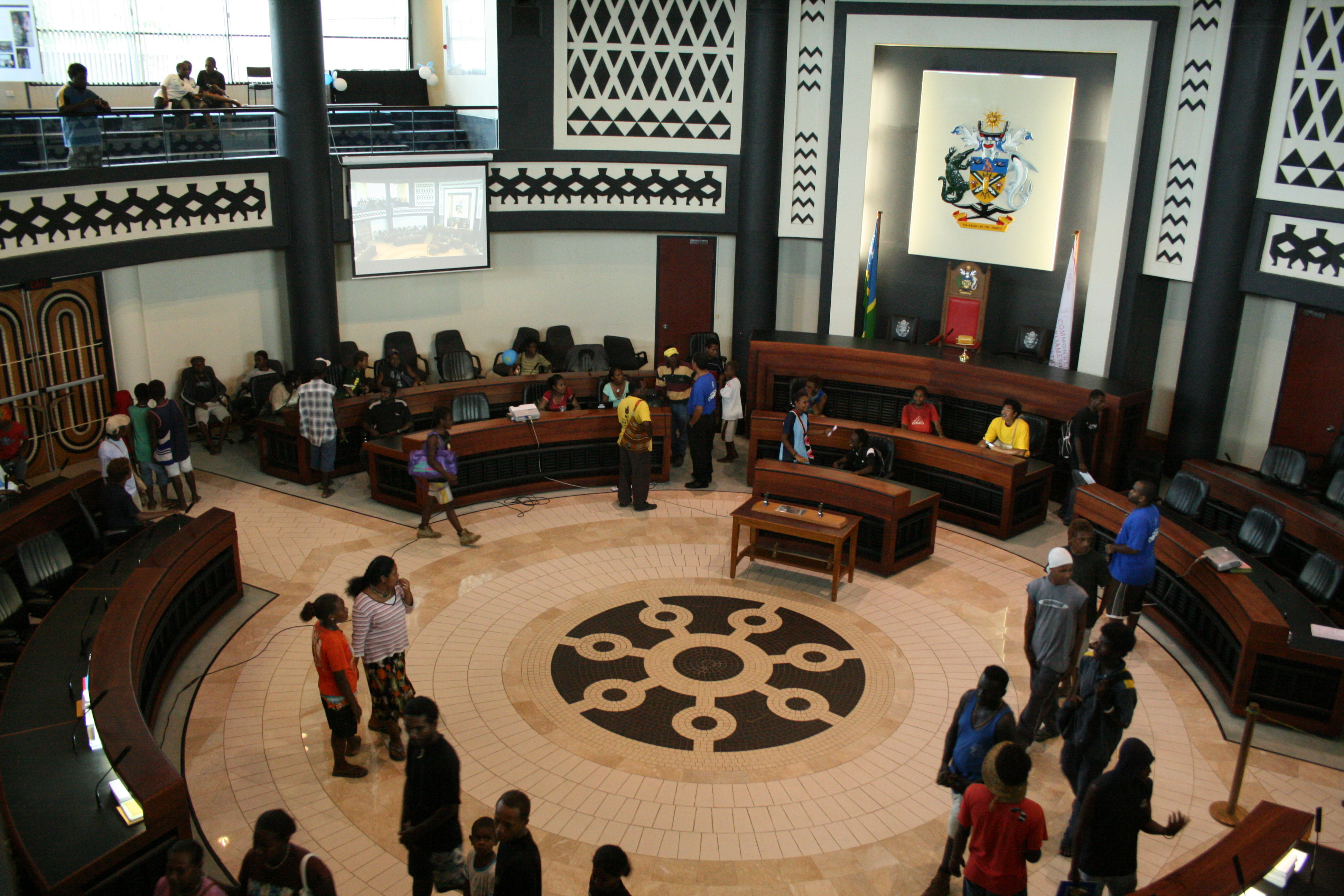
A parlament belső tere

### Alkotmány, államforma
A Salamon-szigetek államformája alkotmányos monarchia. A Nemzetközösség tagja 1978 óta, uralkodója III. Károly brit király. Az államfő III. Károly, akit a főkormányzó képvisel, és akit az országgyűlés választ meg öt évre.
Egykamarás parlament van, a hatalmat miniszterek gyakorolják. A parlamentnek 50 tagja van, 4 éves ciklusokban választják a képviselőket. A választójog minden 18 éven felüli állampolgárt megilleti. A kabinet tagjait a miniszterelnök választja ki.

### Politikai pártok
Parlamenti pártok:
- Népi Szövetség Párt (People’s Alliance Party)
- Association of Independent Members)
- Solomon Islands Alliance for Change,

és Solomon Islands Liberal Party
- People’s Progressive Party
- Salamon-szigeteki Munkáspárt (Solomon Islands Labour Party)

A People’s Alliance Party 20 hellyel rendelkezik a parlamentben, vezetője, Allan Kemakeza, az ország miniszterelnöke volt 2001-től 2006. április 19-éig. A parlamenti viszonyokat gyenge pártok, és instabil koalíciók jellemzik. Gyakran cserélődik a kormányzat vezetése. Jelenleg az ellenzék vezetője Bartholomew Ulufa’alu. Kemakeza megpróbálta megválasztása után megoldani az országot sújtó problémákat, de a körülmények nem kedveztek elgondolásának. Ezért külső segítséget kért. A már említett hadművelet nagyban javította a helyzetet. Jelenleg a kormányzati szervek helyreállítása, és a pénzügyi helyzet javítása a legfőbb cél. A 2006. április 5-én tartott parlamenti szavazáson a People’s Alliance Party veszített, Kemakeza lemondott. Az új miniszterelnök Snyder Rini lett, Kemakeza szövetségese, de mindössze 8 nappal beiktatása után ő is lemondott, megelőzve egy bizalmatlansági indítvány benyújtását ellene. A rövid miniszterelnöki pályafutás oka az volt, hogy sokak szerint Rini kínai és tajvani üzleti érdekcsoportok kenőpénzével vásárolt szavazatokat a parlamentben, emiatt lázongások törtek ki a fővárosban, a kínai negyed nagy részét lerombolták. A parlament azt a Manasseh Sogavaret választotta miniszterelnöknek május 4-én, aki 2000. június 30. és 2001. december 17. között már betöltötte ezt a hivatalt.

### Közigazgatási beosztás
A Salamon-szigetek 9 tartományra van felosztva, illetve a főváros, a Guadalcanal szigetén található Honiara is külön közigazgatási egységet alkot.
A tartományok:
|   | Tartományok        | Terület (km²) | Lakosság (2009-es népsz.) |
| - | ------------------ | ------------- | ------------------------- |
| 1 | Középső Tartomány  | 615           | 26 051                    |
| 2 | Choiseul           | 3 837         | 26 379                    |
| 3 | Guadalcanal        | 5 336         | 93 613                    |
| 4 | Isabel             | 4 136         | 26 304                    |
| 5 | Makira-Ulawa       | 3 188         | 40 419                    |
| 6 | Malaita            | 4 225         | 137 596                   |
| 7 | Rennell és Bellona | 671           | 3 041                     |
| 8 | Temotu             | 895           | 21 362                    |
| 9 | Nyugati Tartomány  | 5 475         | 76 649                    |
|   | Honiara            | 22            | 64 602                    |

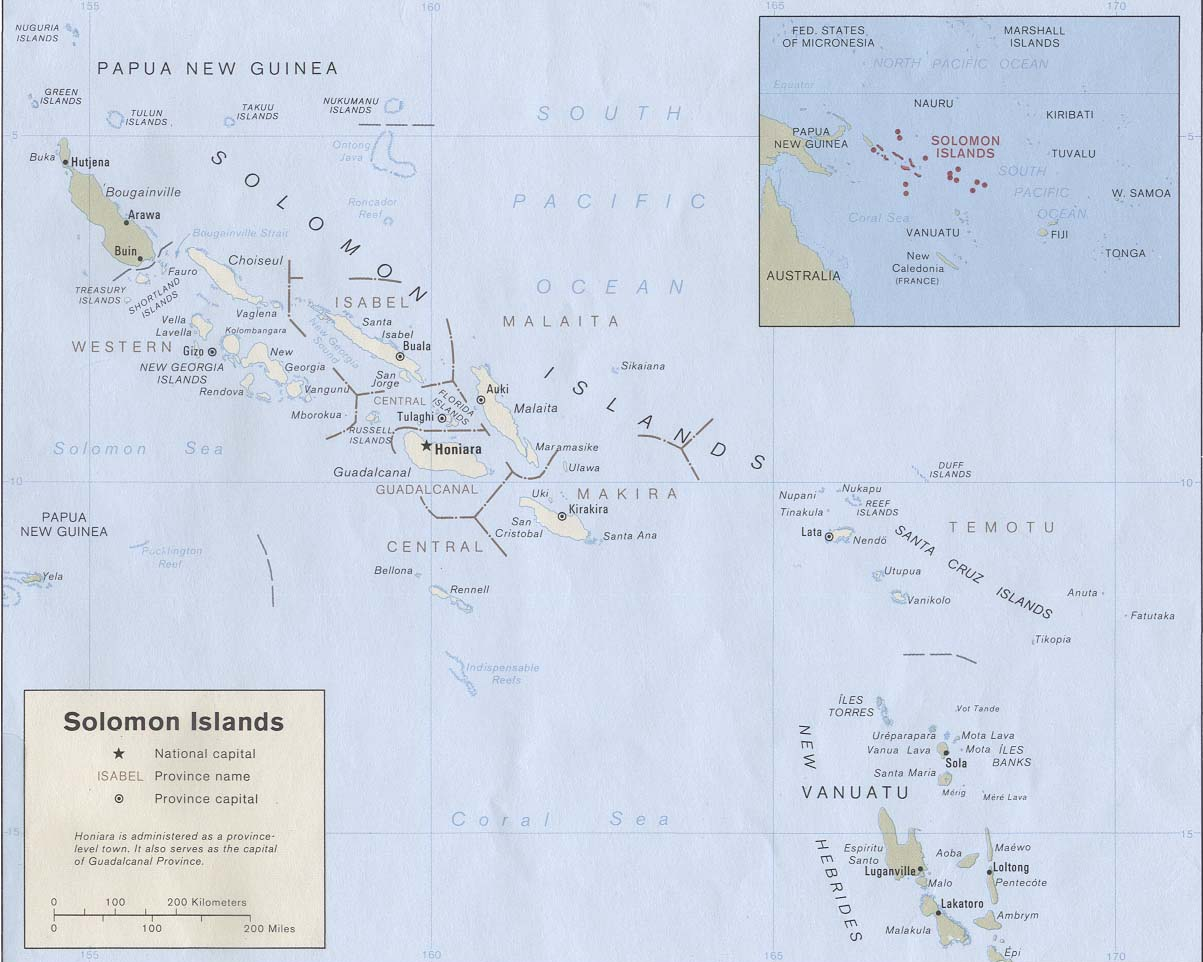
Az ország tartományai, szigetei, főbb települései

Földet csak Salamon-szigeteki állampolgár birtokolhat. A függetlenség kikiáltásakor minden brit szülőkkel rendelkező ember, illetve minden őslakos törzs tagja megkapta az állampolgárságot. A Salamon-szigeteken élő külföldiek is folyamodhatnak állampolgárságért a szigeteken eltöltött bizonyos idő után.

### A közigazgatás története
A brit protektorátus idején az ország 12 egységre volt felosztva, ezek: Choiseul, Kelet-Salamon-szigetek, Gizo, Guadalcanal, Lord Howe, Malaita, Nggela és Savo, Rennell és Bellona Szigetek, Santa Cruz, Shortlands, Sikaiana (Stewart), valamint Ysabel és Cape Marsh. A főváros Tulagi volt.
A második világháború után átszervezték a közigazgatást, és 4 egységet különítettek el: Kelet, Nyugat, Középső Területek, Malaita. Ezeket további részterületekre osztották. A főváros ekkor lett Honiara.
1981-ben 7 tartományt hoztak létre azáltal, hogy a Középső Területeket felosztották Guadalcanal, Isabel, és Középső tartományokra; valamint Keletet Makirára és Temotura bontották. A két változatlan terület (Nyugat, Malaita) is tartományi státuszt kapott.
1983-ban lett Honiara önálló közigazgatási terület. Ezzel együtt Guadalcanal tartománynak maradt a székhelye.
1995-ben Choiseul-t leválasztották a Nyugati Tartományról, valamint Rennell és Bellona-t a Középsőről, ezáltal nyerve el a mai formát.

### Védelmi rendszer
Katonasága nincs, kb. 500 fős rendőrséggel rendelkezik. A rendőrség felel a tűzoltásért, és a katasztrófavédelemért is.

## Népesség
A lakosság nagy része a tengerpart közelében él. 2020-ban a lakosság negyede városi területen lakik és ezek zöme Honiarában.

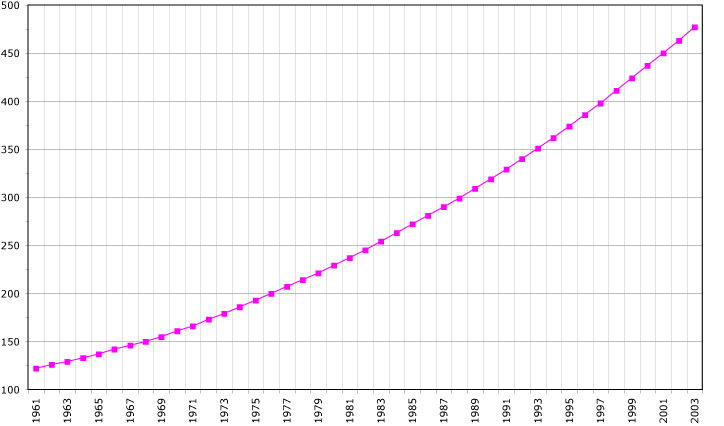
A Salamon-szigetek lakosságának növekedése 1961-2003 között

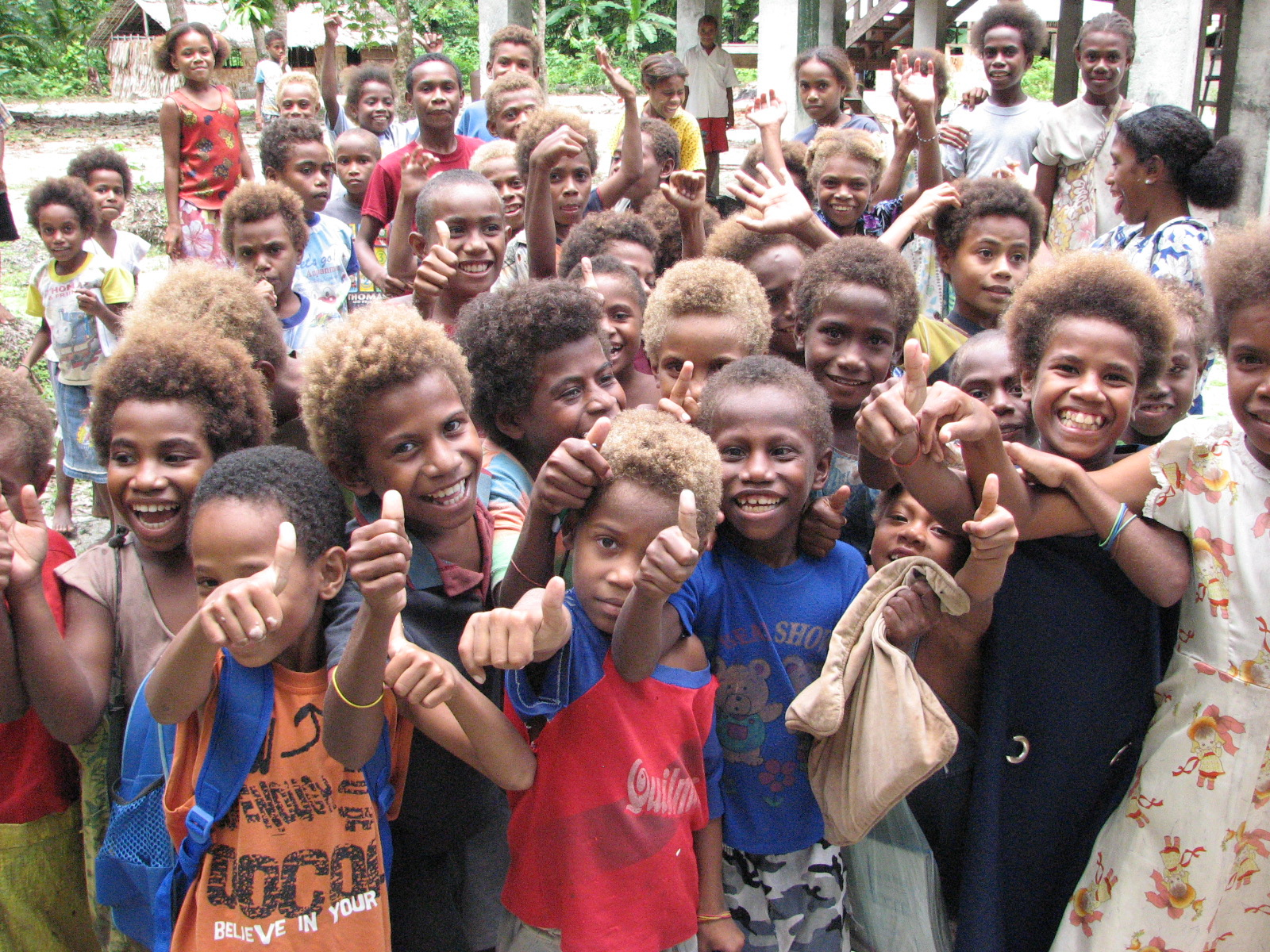
Gyerekek egy vidéki iskolánál

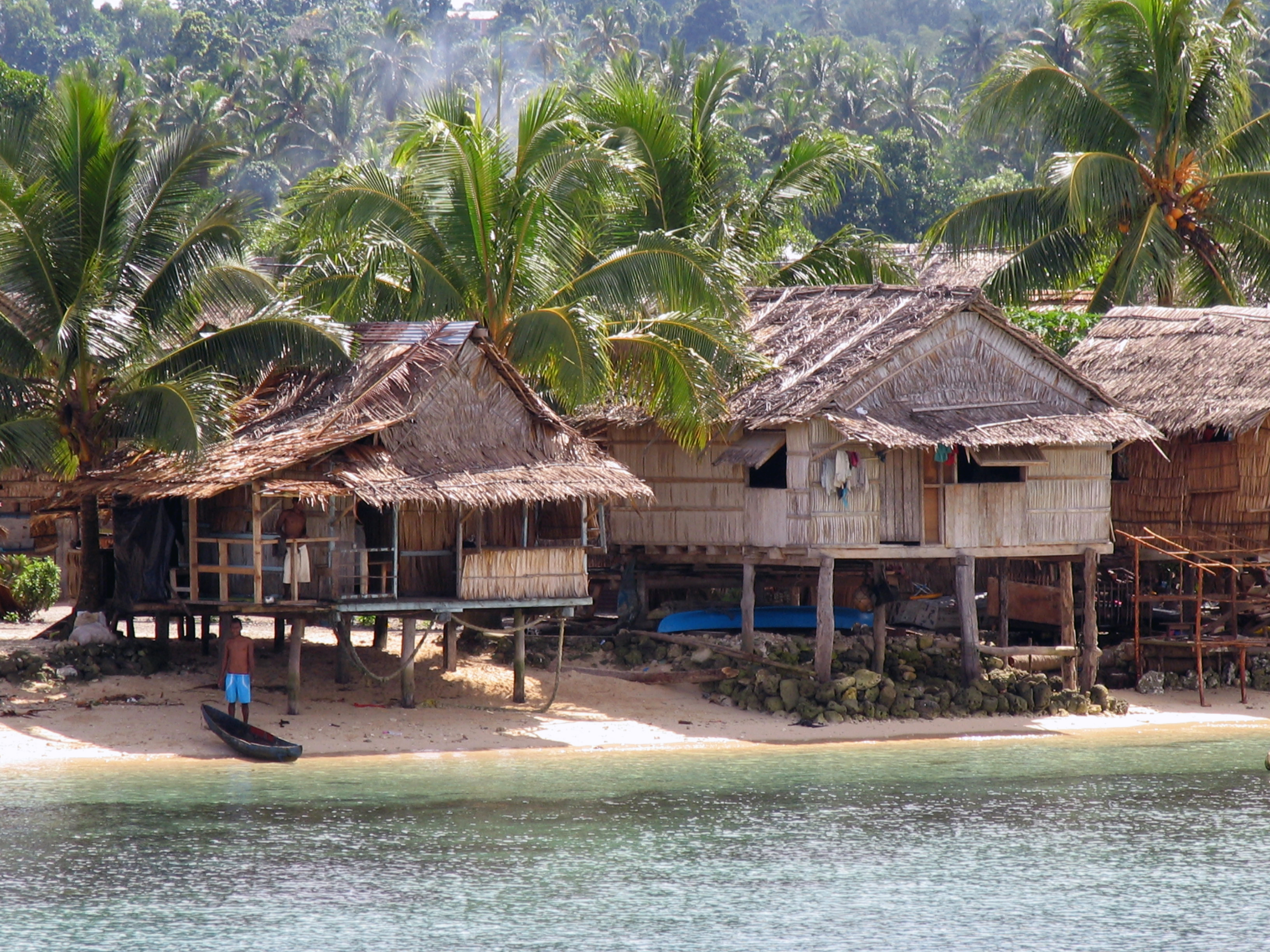
Hagyományos házak Malaita szigetén

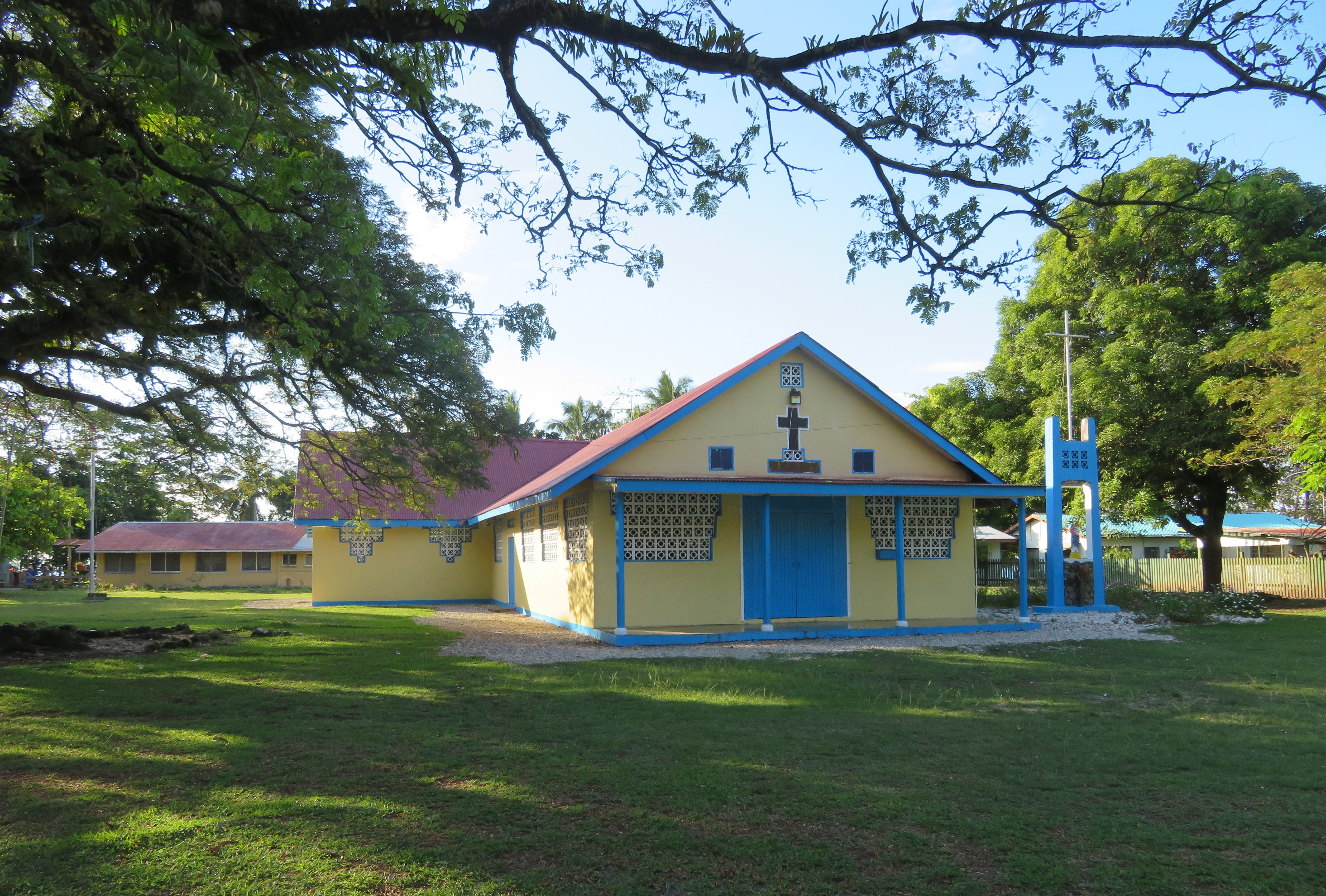
Katolikus templom, Tanagai

### Népességének változása
| Lakosok száma | 117 869 | 141 027 | 172 599 | 215 353 | 262 719 | 311 849 | 369 439 | 434 880 | 503 541 | 611 343 |
|               | 1960    | 1966    | 1972    | 1978    | 1984    | 1990    | 1996    | 2002    | 2008    | 2017    |

### Legnépesebb települések
| Név      | Lakosság             | Lakosság             | Lakosság        | Tartomány           |
| Név      | 1986-os népszámlálás | 1999-es népszámlálás | 2005-ös becslés | Tartomány           |
| -------- | -------------------- | -------------------- | --------------- | ------------------- |
| Honiara  | 30 413               | 49 107               | 56 298          | Guadalcanal         |
| Gizo     | 3 710                | 5 323                | 6 154           | Western             |
| Auki     | 3 262                | 4 022                | 4 336           | Malaita             |
| Noro     | n.a.                 | 3 482                | 3 720           | Western             |
| Buala    | 1913                 | 2 438                | 2 689           | Isabel              |
| Tulagi   | 1622                 | 1333                 | 1472            | Central             |
| Kirakira | 2 600                | 979                  | 1122            | Makira and Ulawa    |
| Lata     | n.a.                 | n.a.                 | 538             | Temotu              |
| Taro     | n.a.                 | 440                  | 507             | Choiseul            |
| Tigoa    | n.a.                 | n.a.                 | 213             | Rennell and Bellona |

### Etnikai megoszlás
A becslések alapján a lakosság kb. 95%-a melanéziai, 3%-a polinéziai, kb. 1,2%-a mikronéziai. Elenyésző számban fehérek és kínaiak is jelen vannak.

### Nyelvi megoszlás
A hivatalos nyelv az angol, de csak nagyon kevesen beszélik. A pidzsin a közvetítőnyelv a szigetvilágban. 
Kb. 120 alapnyelv (vernakuláris) beszélt. Kb. 68 bennszülött nyelv ismert.

### Vallási megoszlás
A fő vallás a kereszténység ( a lakosság kb. 92%-a), ennek zöme protestáns.
A legnagyobb csoportok az anglikán (Church of Melanesia), római katolikus, pünkösdi-karizmatikus (South Seas Evangelical Church), metodista (United Church in the Solomon Islands), hetednapi adventista. A maradék lakosság muszlim, Jehova Tanúi, Utolsó Napok Szentjei stb. felekezetek híve, illetve bennszülött törzsi vallások követője.

## Gazdaság

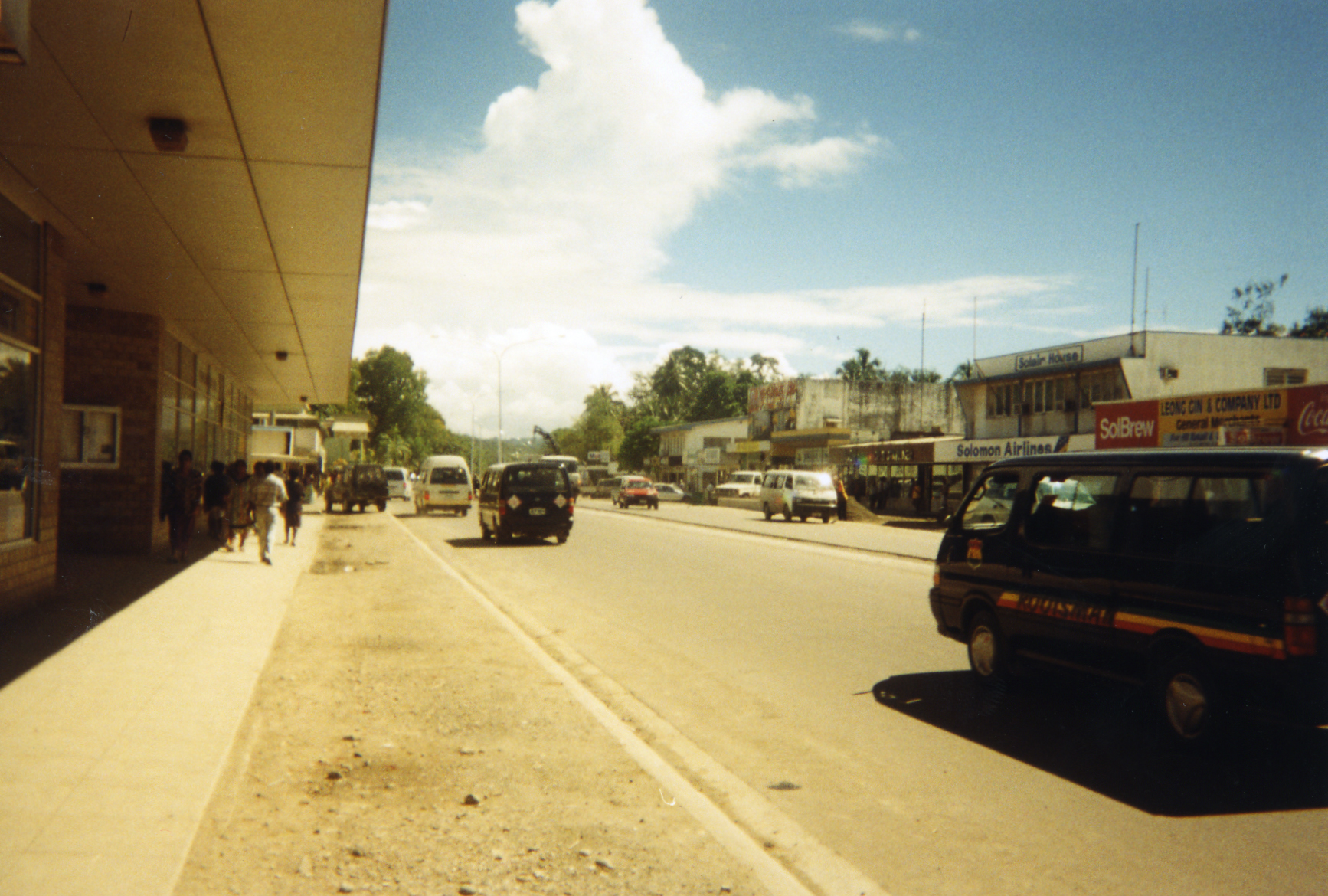
Utcakép Honiarában

### Általános adatok
A Salamon-szigetek GDP-je körülbelül 800 millió $. Ennek csupán 11%-a származik az ipari szektorból. A lakosság túlnyomó része halászattal és földműveléssel foglalkozik. A 19-20. század fordulóján történt etnikai zavargások a gazdaság minden ágára kifejtették kedvezőtlen hatásukat. A közelmúltig a fa volt a fő kiviteli cikk, a szigetek erdeit rendkívül agresszíven irtották. Emellett a kopra és a pálmaolaj a vezető exporttermék. A 2000-es lázadások erős visszaesést okoztak az ország külkereskedelmében is.
1998-ban Guadalcanal szigetén beindult az aranybányászat, valamint más ásványkincsek kitermelése is folyik. A halászat, ami pedig az ország egyik fő bevételi forrása lehetne, stagnál, mivel a japán érdekeltségű Solomon Taiyo Ltd. a 2000-es események hatására bezárta az ország egyetlen halkonzervgyárát. Ezt azóta újraindították, de egyelőre nem mutatkozik előrelépés.
A turizmus se nevezhető húzóágazatnak, mivel egyelőre hiányzik a más óceániai turistaparadicsomokon meglévő infrastruktúra, valamint a közbiztonság se megfelelő.
A belpolitikai eseményeken túl a 90-es évek végének ázsiai gazdasági válsága is kellemetlenül érintette az ország gazdaságát. Ez a Salamon-szigetek szempontjából főleg a fakereskedelem szempontjából volt káros, a trópusi fa piacának összeomlása az ország GDP-jét kb. 15-20%-kal csökkentette.
A legkevésbé fejlett országok közé tartozik, gazdasága gyakorlatilag csak a külföldi segélyeknek köszönhetően nem omlik össze. A költségvetés hiánya eléri a GDP 8%-át (Magyarországon ez 3,6%, de például az USA-ban is ugyanez a hiány mértéke). A kormány kiadásainak közel 50%-át külföldi segélyekből fedezik, tehát teljes mértékben a segélyezőktől függ az ország. A fő segélyező országok: Ausztrália, Új-Zéland, az Európai Unió, Japán, valamint Tajvan.

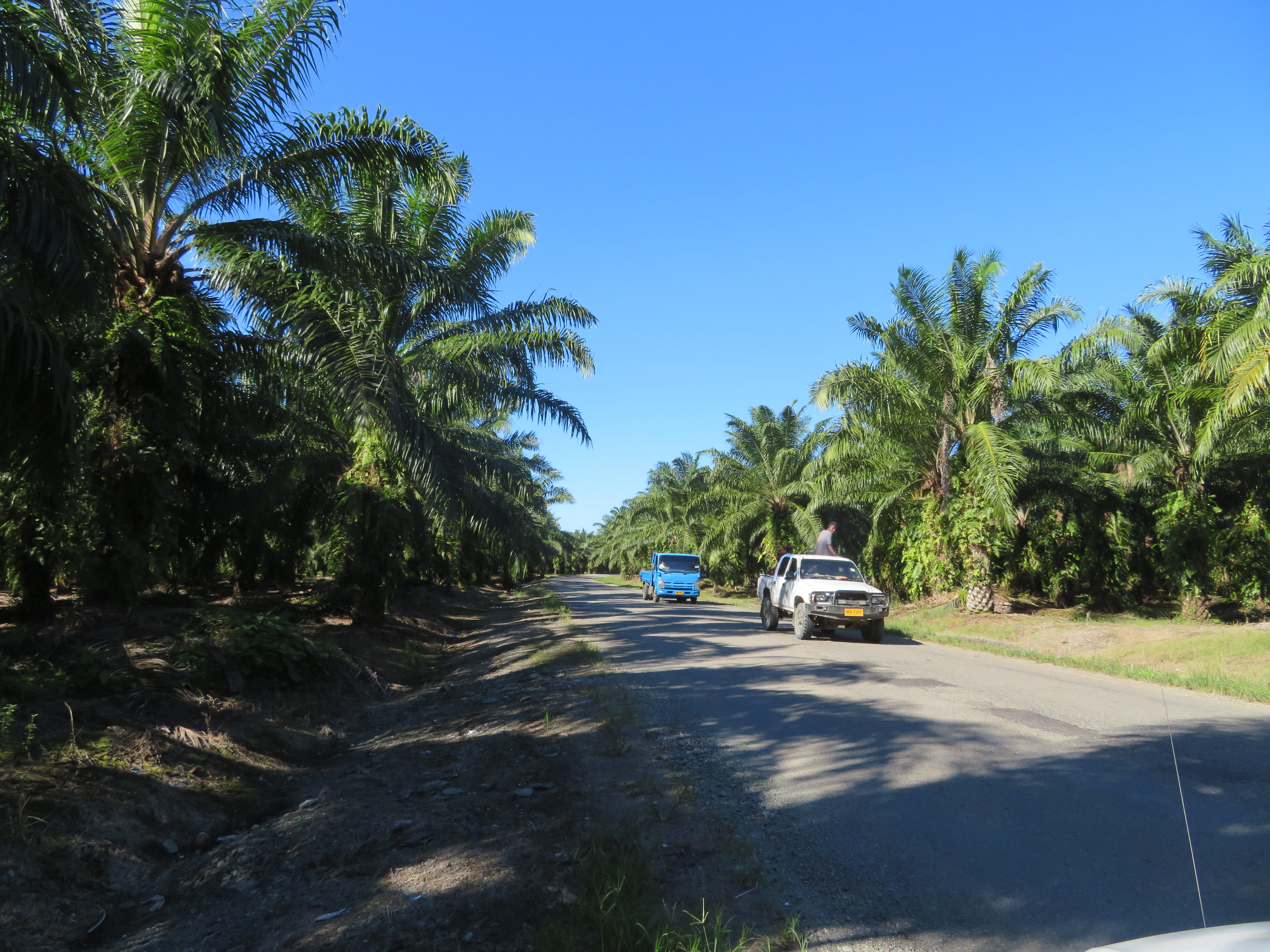
Olajpálmák Tetere közelében

### Gazdasági ágazatok

#### Mezőgazdaság
Főbb termények, áruk : kakaó, kókuszdió, pálmaolaj, rizs, gyümölcs; szarvasmarha, sertés; hal; fűrészáru

#### Ipar
Ipara a 2010-es években szinte nincs. Főbb ágazatok : bányászat, erdőgazdálkodás

#### Kereskedelem
A legtöbb ipari termékből, illetve a kőolajtermékből importra szorul.
Import 
- Főbb áruk: élelmiszerek, gépek és berendezések, ipari termékek, üzemanyag, vegyszerek
- Főbb partnerek (2017):  Kína 21,9%,  Ausztrália 19,6%, Szingapúr 10,7%, Vietnam 7,5%, Új-Zéland 6,2%, Pápua Új-Guinea 5%, Dél-Korea 4,7%

Export 
- Főbb áruk: fa, hal, kopra, pálmaolaj, kakaó, kókuszolaj
- Főbb partnerek (2017):  Kína 64,5%, Olaszország 6,2%, Svájc 4,6%, Fülöp-szigetek 4,4%

## Közlekedés
A Salamon-szigetek útrendszere a 2010-es években fejletlen és nincsen vasút sem. A szigetek nagy része komppal érhető el a fővárosból.
Ausztráliával rendszeres légijáratok kötik össze. A turizmus fejlesztése érdekében a Solomon Airlines 2019-ben heti közvetlen járatkapcsolatot vezetett be Brisbane és Munda (New Georgia sziget) között.
A belföldi repülőterek zöme csak kisgépek számára érhető el, mivel rövid, füves kifutópályákkal rendelkeznek.
- - Fő kikötők: Honiara, Yandina, Gizo
  - Közút hálózat: 1300 kilométer

## Telekommunikáció
| Hívójel prefix | H4 |
| ITU zóna       | 51 |
| CQ zóna        | 28 |

## Kultúra

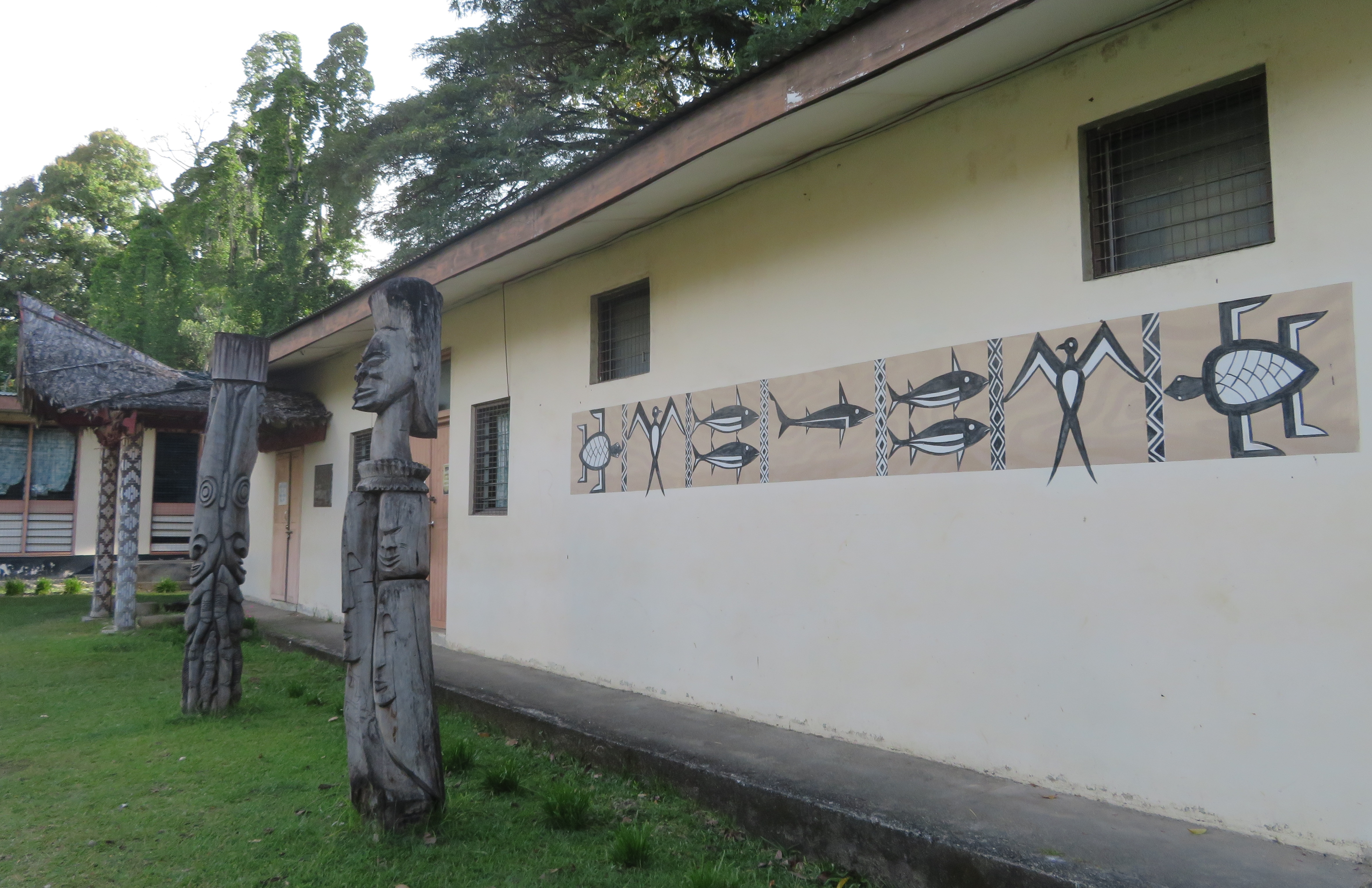
A Honiara Nemzeti Múzeum hagyományos faszobrai és festészete

A Salamon-szigetek lakossága túlnyomórészt melanéz, ez a kultúrájukra is rányomja bélyegét. Pápua Új-Guineával nagy fokú rokonság tapasztalható kulturális téren. Melanézia többi részével együtt a Salamon-szigeten konzerválódott leginkább a modern kor által érintetlen óceániai kultúra.
Hosszú évszázadokig ismeretlen világ volt ez az európaiak számára. Az európaitól igen eltérő kultúra alakult ki ezeken a szigeteken, mely a totális izoláltságuknak köszönhető. Egyes régészeti kutatások 40 ezer évvel ezelőtti civilizáció jelenlétéről tesznek tanúbizonyságot.

### Harcok
A múltban a törzsek közötti harc és a fejvadászat mindennapos volt, ahogy mindenhol máshol Melanéziában. Ez utóbbi célja az volt, hogy a különböző rituálékhoz áldozatokat gyűjtsenek.
A távolsági harcot kedvelték, fő fegyvereik az íj és a dárda voltak, de közelharchoz bunkósbotot is használtak.

### Hagyományok
A Salamon-szigetek lakóinak egy része a mai napig a több ezer éves hagyományok szerint éli az életét, megpróbálják megakadályozni azt, hogy a modern civilizáció eltüntesse az ősi tradíciókat. Ez leginkább malaita tartományra jellemző.
A szigetek mindegyikén kialakult a rá jellemző kultúra. Erre jó példa a kenuk díszítésének szigetenként való eltérése. Rendkívül jellemző a fregattmadár motívumának felhasználása különböző puha fákból készült faragványokon. A madarat gyakran hallal a karmai közt ábrázolják.
A testdíszítés, az ékszerek különböző formái rendkívül elterjedtek. Főleg kagylókat használnak fel ilyen célokra.
Az őslakosok kisebb közösségekben élnek szétszórva. Minden ilyen közösségnek van egy törzsfője, akinek nagyobb háza van a többiekénél. A tengerparti településeken a „kenuház” a színhelye az ifjak férfivá avatásának, ide nőnek tilos belépni. A férfivá avatás fontos része a tonhal halászatának elsajátítása.
A szigeteken a homoszexualitás mind férfiak, mind nők esetében illegális és büntetendő, ahogyan a közterületi káromkodás is.

### Zene

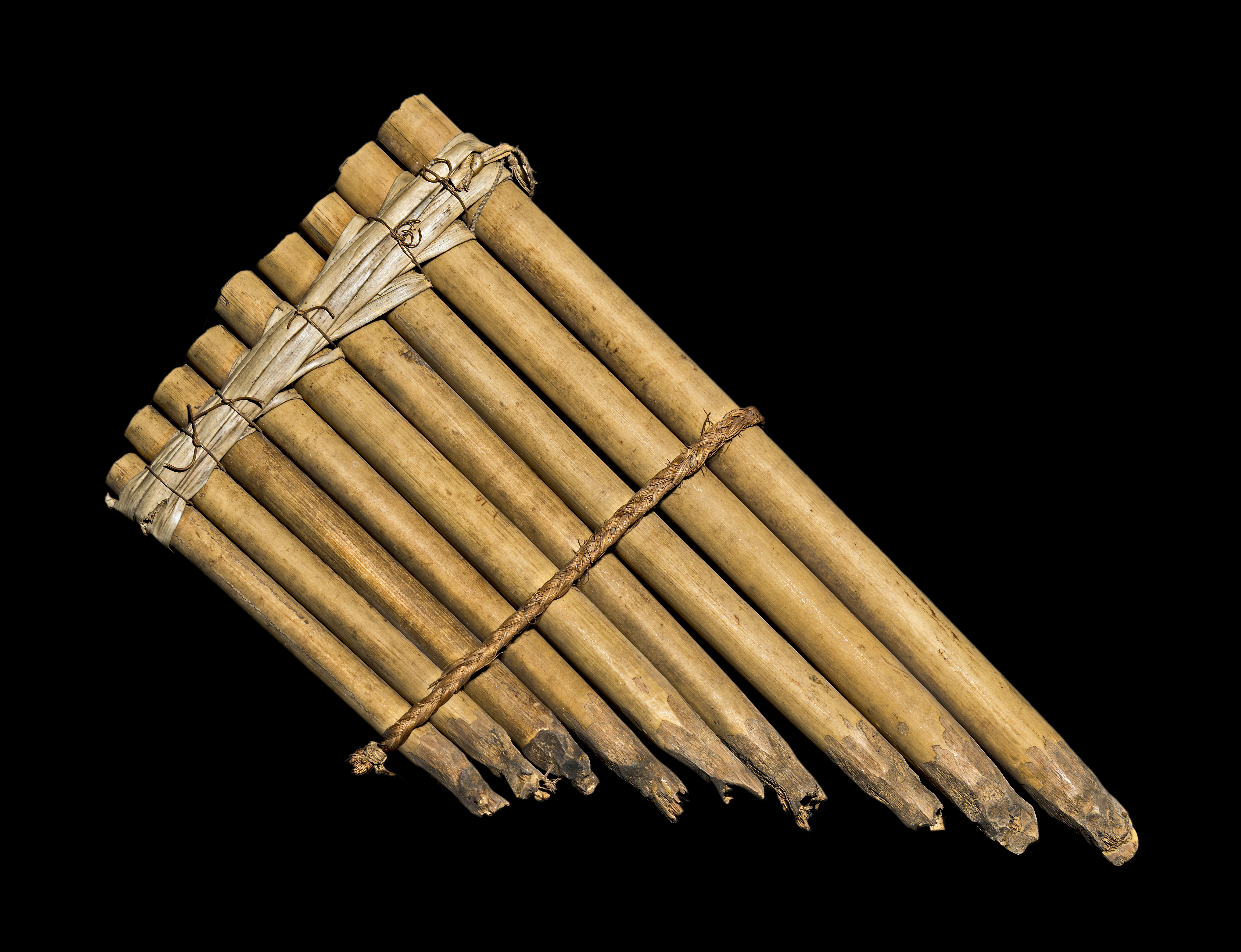
pánsíp, 19. század

A Salamon-szigetek népzenéjére a pánsíp és a fából hasított dobok használata a jellemző. Malaitán és Guadalacanalon népszerűek a nemritkán 10-fős sípzenekarok, amelyek minden tagja más hangfekvésben használja sípját. Az ismert francia elektro-világzenét játszó zenekar, a Deep Forest 1992-ben Sweet Lullaby című dalukban felhasználta egy észak-malaitai asszony által énekelt Rorogwela című altadódal felvételét. A szám világszerte sikeres lett, bár jó páran nemtetszésüket fejezték ki a tiszta népzenei örökség „kommersz” célú felhasználása miatt.
A Salamon-szigeteken az elmúlt évtizedekben kialakult az úgynevezett „szigeti zene” (island music), amit gitárral és ukulelével játszanak. A stílusra leginkább a polinéz és a keresztény zene volt hatással.

### Gasztronómia
A salamon-szigeteki gasztronómia a szigetek ötezer éves lakottsága és külső hatások nyomán fejlődött. A szigetlakók a spanyoloktól a szarvasmarhát, az indiaiaktól és más ázsiai népektől fűszereket, egzotikus gyümölcsöket és zöldségeket vettek át. A brit gyarmati uralom alatt az angol konyha befolyásolta a gasztronómiát. A hagyományos hozzávalók a tápióka, kókuszdió, halak, zöldségek, gyümölcsök és édesburgonya.
Az ételeket főzéssel és/vagy sütéssel készítik el. A húshoz mindig járnak köretek, melynek állhatnak burgonyából, tápiókából, rizsből, táróból. Felhasználják a taró leveleit is. A helyi jellegzetességek mellett sok más európai és ázsiai fogással is találkozni lehet a házi konyhákon és az éttermekben is.
Édességként említhető egy banánból, taróból, gyöngytápiókából és különféle egzotikus gyümölcsökből, valamint karamellből készült édesség. Helyi alkoholos ital a poi, amit taróból erjesztenek. A tápiókából puding is készül.

## Turizmus

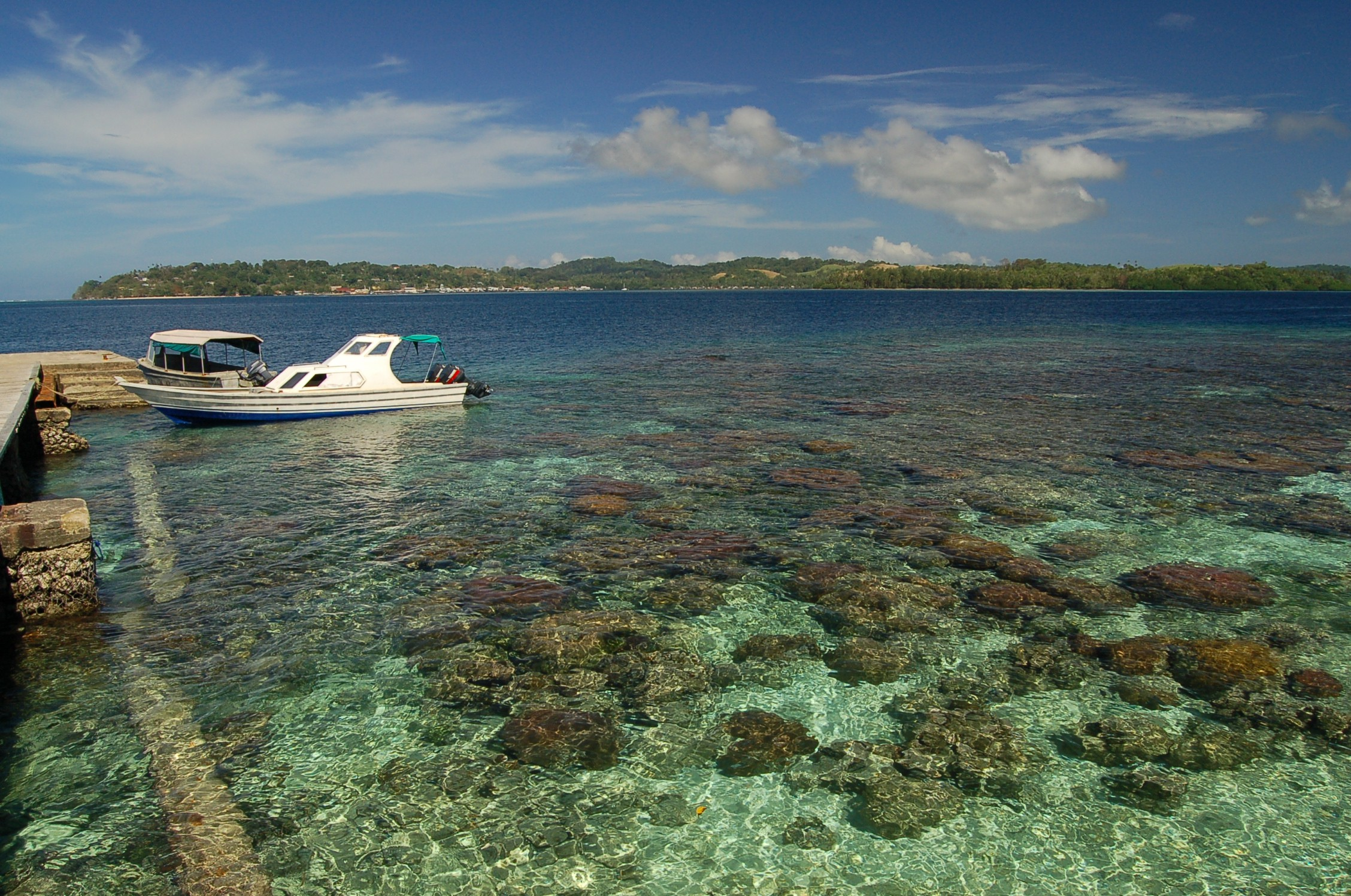
Korallzátony Gizo szigeténél

A turizmus, különösen a búvárkodás, fontos szolgáltatási iparággá válhat. Az idegenforgalom növekedését azonban akadályozza az infrastruktúra hiánya, a közlekedési gondok és a rossz közbiztonság. 2017-ben a Salamon-szigeteket csak 26 ezer turista látogatta meg, így az ország a világ legkevésbé látogatott országai közé tartozik.

## Ünnepek
- Függetlenség napja, július 7.